# Dret soviètic
El Dret soviètic, també conegut de vegades com Dret socialista, fou el Dret desenvolupat a la Unió Soviètica després de la Revolució d'Octubre de 1917. Molts països socialistes van adoptar versions modificades del sistema jurídic soviètic després de la Segona Guerra Mundial, incloent-hi la República Popular de Mongòlia, la República Popular de la Xina, els països del Pacte de Varsòvia a Europa de l'Est, Cuba i el Vietnam.
El sistema jurídic soviètic considera la llei com un braç de la política i els tribunals com agències del govern. El sistema va ser dissenyat per protegir l'Estat de l'acció de l'individu, en lloc de protegir l'individu de l'actuació de l'Estat. Les agències de la policia secreta soviètica van rebre amplis poders extrajudicials.

## Concepte soviètic del dret
El 1917, les autoritats soviètiques derogaren formalment tota la legislació tsarista i establiren un sistema jurídic socialista. Aquest sistema abolí conceptes legals d'origen occidental, incloent-hi l'Estat de Dret, les llibertats civils, la protecció de la llei i les garanties de la propietat. D'acord amb la teoria del Dret occidental, "és l'individu el beneficiari dels drets humans que s'han d'exposar contra el govern", mentre que el Dret soviètic sostenia el contrari. El crim o delicte no es va determinar com la infracció de la llei, sinó com una acció que podia posar en perill l'Estat soviètic.
Per exemple, l'especulació podia ser interpretada com una activitat contrarevolucionària amb resultat de pena de mort. La deportació dels "kulaks" entre 1928 i 1931 es va dur a terme seguint les disposicions del Codi Civil soviètic. Alguns juristes soviètics, fins i tot van arribar a afirmar que "la repressió penal" es podia aplicar en absència de culpa. Martin Latsis, cap de la Txekà d'Ucraïna va afirmar:
| «               | No busquis a l'arxiu de proves incriminadores per veure si l'acusat s'ha alçat contra els soviètics amb els braços o les paraules. Pregunta-li a quina classe social pertany, quin és el seu origen, la seva educació, la seva professió. Aquestes són les preguntes que determinaran el destí dels acusats. Aquest és el significat i l'essència del Terror Roig. | » |
| — Martin Latsis | |   |

El propòsit dels judicis públics "no era per demostrar l'existència o no d'un crim - que estava predeterminat per les autoritats - sinó també per proporcionar un nou fòrum per a l'agitació i propaganda política per a la instrucció de la ciutadania. Els advocats de la defensa, que havien de ser membres del partit, estaven obligats a donar per fet la culpabilibitat dels seus clients...".

## Estructura dels tribunals
El dret soviètic no va fer ús d'un sistema acusatori, en el qual el demandant i el demandat al·leguaven davant d'un jutge neutral. En canvi, els procediments judicials a la Unió Soviètica incloïen un jutge, un procurador, un advocat defensor i dos assessors, i permetien la lliure participació del jutge. Abans de 1956 ni tan sols existia el Ministeri de Justícia de la Unió Soviètica.
Els jutges mantingueren els mínims tecnicismes legals; el propòsit declarat dels tribunals era trobar la veritat, en lloc de protegir els drets legals. Altres aspectes del Dret soviètic s'assemblaven més a la del sistema anglosaxó. En teoria, tots els ciutadans eren iguals davant la llei - els acusats podien apel·lar davant d'un tribunal superior si creien que la condemna era massa dura. No obstant això, el procurador també podia apel·lar si considerava que la pena era massa indulgent. El Dret soviètic també garantia als acusats el dret a representació legal i el dret a ser jutjats en la seva llengua materna, o l'ús d'un intèrpret. Encara que la majoria de les audiències van ser obertes al públic, les audiències també podien ser privades, si el govern soviètic ho considerava pertinent.